# کاژیمیش ویسوتا
کاژیمیش ویسوتا (لهستانی: Kazimierz Wysota؛ ‏ تلفظ لهستانی: [kaˈʑimjɛʂ]؛ ‏ زادهٔ ۲ مارس ۱۹۵۴) بازیگر و صداپیشه اهل لهستان است
از فیلم‌ها یا مجموعه‌های تلویزیونی که وی در آن‌ها نقش داشته‌است، می‌توان به باغ لوئیز، طایفه، حوزه استحفاظی ۱۳، قسمت دوم، خودِ زندگی، پزشکان، در خوشی و سختی، رنگ‌های خوشبختی، کارآگاهان جنایی، خانه و مرشد و مارگاریتا اشاره نمود.